# Sadiqabad
Sadiqabad (en ourdou : صادق آباد ; Sādiqābād) est une ville pakistanaise, deuxième plus grande ville du district de Rahim Yar Khan, située dans le sud de la province du Pendjab, à la frontière de la province du Sind. Sa population est évaluée à environ 270 000 habitants en 2023.
La ville est un point de passage entre les deux plus importantes provinces du Pakistan, le Pendjab et le Sind. Idéalement située dans le réseau de transports, elle vit de l'industrie et de l’agriculture principalement. Elle est un fief de la Ligue musulmane du Pakistan (N).

## Démographie
La population de la ville a été multipliée par plus de six entre 1972 et 2017, passant de 37 121 habitants à 239 677. Entre 1998 et 2017, la croissance annuelle moyenne s'affiche à 2,7 %, supérieure à la moyenne nationale de 2,4 %. En 2023, la population de la ville monte à 274 210 habitants.
|            | 1972    | 1981    | 1998    | 2017    | rec. 2023 |
| ---------- | ------- | ------- | ------- | ------- | --------- |
| Population | 037 121 | 063 935 | 144 391 | 239 677 | 274 210   |

## Économie
La ville vit surtout de l'industrie et de l'agriculture, dont le blé, le coton, le sucre et les oranges. La ville compte également des industries d'engrais, de textile et de médicaments notamment.
Elle est située sur la ligne de train Karachi-Lodhran, et Sadiqabad est le point de transit entre le Pendjab et le Sind. Ces infrastructures facilitent notamment les exportations vers le port de Karachi.

## Politique
La ville est incluse dans la circonscription no 197 de Rahim Yar Khan de l'Assemblée nationale et la no 296 de l'Assemblée provinciale du Pendjab. Durant les élections législatives de 2008 et les élections de 2013, ce sont à chaque fois des candidats de la Ligue musulmane du Pakistan (N) qui ont remporté les scrutins,. 